# Astragalus aksuensis
Astragalus aksuensis es una  especie de planta herbácea perteneciente a la familia de las leguminosas. Se encuentra en Asia.

## Descripción
Es una planta herbácea que alcanza un tamaño de 50 a 100 cm de altura, con pelos basifijos. Los tallos en la base de 3-5 (-7) mm de grosor, glabros o a veces en la parte baja con muy poco pelo blanco. Las hojas de 8-12 cm, con el raquis glabro; con estípulas verdes, de 10-18 mm, glabras o ciliadas; los foliolos en 3 o 4 (o 5) parejas, estrechamente elípticas a ovadas estrechas, de 2-6 × 0.5-1.8 cm, glabras en ambas superficies, el ápice agudo a obtuso. La inflorescencia en forma de racimos con muchas flores, de 6-16 cm; el pedúnculo de 6-20 cm, glabro; brácteas verdes. Los pétalos amarillos.

## Distribución y hábitat
Se encuentra en el matorral xerófilo, en los bosques, entre restos de rocas, piedras, en la zona de media montaña, en Sichuan, Xinjiang, Kazajistán, Kirguistán, Pakistán, Tayikistán y Uzbekistán.

## Taxonomía
Astragalus aksuensis fue descrita por Alexander von Bunge y publicado en  Mémoires de l'Académie Impériale des Sciences de Saint Pétersbourg, Septième Série (Sér. 7) 15(1): 30, en el año 1869.
Etimología
Astragalus: nombre genérico derivado del griego clásico άστράγαλος y luego del Latín astrăgălus aplicado ya en la antigüedad, entre otras cosas, a algunas plantas de la familia Fabaceae, debido a la forma cúbica de sus semillas parecidas a un hueso del pie.
aksuensis: epíteto latino 
Sinonimia
- Phaca bracteosa Kar. & Kir.
- Astragalus bracteosus Boissier & Noë (1856).[5]